# Альфаро, Густаво
Густаво Хулио Альфаро (исп. Gustavo Julio Alfaro; род. 14 августа 1962, Рафаэла) — аргентинский футболист и футбольный тренер. Выступал на позиции полузащитника. Главный тренер сборной Парагвая.

## Карьера
2 января 2019 года назначен главным тренером «Боки Хуниорс» из Буэнос-Айреса. 30 декабря 2019 года на его место пришёл Мигель Анхель Руссо.
Также работает комментатором на Caracol Televisión.

## Достижения
с «Олимпо»
- Примера B Насьональ (1): Апертура 2001

с «Кильмес»
- Примера B Насьональ (1): 2003

с «Арсеналом Саранди»
- Южноамериканский кубок (1): 2007
- Чемпионат Аргентины по футболу (1): Клаусура 2012
- Обладатель Суперкубка Аргентины (1): 2012